# Moria (Terre du Milieu)
Pour les articles homonymes, voir Moria.
La Moria est une ville souterraine du légendaire de l'écrivain britannique J. R. R. Tolkien, apparaissant notamment dans Le Seigneur des anneaux, et plus particulièrement dans La Communauté de l'Anneau. Les ruines de cette ancienne cité naine de la Terre du Milieu, située sous la chaîne des Montagnes de Brume, sont traversées par les membres de la Communauté de l'Anneau qui cherchent à franchir les montagnes.
Fondée dans un lointain passé par Durin, l'un des Sept Pères de la race naine, la Moria est pendant des millénaires une cité florissante grâce à la présence d'une veine de mithril, métal précieux entre tous, dans ses profondeurs. Au Deuxième Âge, elle entretient des relations fructueuses avec les Elfes du royaume voisin d'Eregion. La cupidité des Nains les pousse à creuser toujours plus profondément sous les montagnes, et, au milieu du Troisième Âge, ils réveillent accidentellement un Balrog, puissante créature démoniaque qui les contraint à abandonner la cité. Par la suite, Sauron, le Seigneur Sombre, repeuple les ruines de la Moria avec ses Orques.

## Noms
Dans leur langue, le khuzdul, les Nains appellent cette cité Khazad-dûm, qui signifie simplement « Demeure des Nains ». Ce nom a été traduit par les différentes populations de la Terre du Milieu dans leurs langues respectives : Hadhodrond pour les Sindar (sindarin), Casarrondo pour les Noldor (quenya) et Phurunargian pour les Hommes (westron).
Le nom Moria est également sindarin, mais signifie « Gouffre noir ». Cette dénomination inscrite sur les portes ouest entre quelque peu en contradiction avec une remarque plus tardive de J. R. R. Tolkien disant qu'au Premier Âge, les Noldor utilisaient la dénomination des Sindar et que ces derniers se contentaient de traduire la signification du terme original.
Des hypothèses ont été avancées pour accorder les deux faits.
À un correspondant qui s'interroge sur la ressemblance entre le nom de Moria et celui du mont Moriah qui apparaît dans la Bible, Tolkien récuse tout lien entre les deux au-delà de la simple coïncidence. Il reconnaît que le nom lui a sans doute été inspiré par celui du château de Soria Moria, tiré d'un conte folklorique norvégien, mais souligne que son intérêt se limite à la séquence sonore en elle-même.

## Localisation
La Moria est creusée sous les trois principaux sommets des Monts Brumeux : le Caradhras, le Celebdil et le Fanuidhol.
Le Caradhras (« Corne rouge » en sindarin) est le sommet principal de la chaîne des Montagnes de Brume. Il est aussi appelé Barazinbar en khuzdul (même sens) et traduit par Cornerouge (ou Rubicorne dans l'ancienne traduction) en français. L'un des chemins les plus utilisés pour passer ces montagnes est le col du Caradhras, bien qu'il soit souvent rendu impraticable par la neige et les éboulements. La porte de Cornerouge permet de passer le col de Caradhras et de descendre vers le lac du Miroir et la Lothlórien par le val de Ruisselombre (« Vallée des Rigoles Sombres » dans l'ancienne traduction).
Le Celebdil (« Pointe d'argent » en sindarin) est aussi appelé Zirakzigil en khuzdul (même sens). Le nom est souvent orthographié Zirak-zigil, mais l'orthographe souhaitée par Tolkien était bien Zirakzigil.  À la fin du Troisième Âge, c'est à son sommet, dans les ruines de la Tour de Durin, que Gandalf le Gris combattit le Balrog.
Le Fanuidhol (« Tête nuageuse » en sindarin) est aussi appelé Bundushathûr en khuzdul (même sens).

## Histoire

Emblème de Durin.

La Moria est fondée par Durin Trompe-la-Mort, l'un des Sept Pères des Nains, qui s'établit dans les cavernes naturelles qui surplombent le Kheled-zâram, le « lac du miroir », sur le versant oriental des Monts Brumeux. Ses successeurs étendirent la cité vers l'ouest, suivant la veine de mithril qui s'enfonce sous le Caradhras, jusqu'à atteindre l'autre versant des Monts Brumeux.
La Moria connaît son apogée durant la première moitié du Deuxième Âge, grâce à l'afflux de réfugiés de Nogrod et Belegost, cités naines des Montagnes Bleues abandonnées lors de la destruction du Beleriand, ainsi que grâce aux échanges réalisés avec les Noldor qui peuplent alors l'Eregion. La porte ouest de la Moria témoigne de cette amitié : elle est réalisée avec l'aide des forgerons d'Eregion, et on peut y lire le nom de l'Elfe Celebrimbor.
Lorsque Sauron détruit le royaume d'Eregion, en 1697 S. Â., ce n'est que grâce à l'armée naine qu'envoya Durin III qu'Elrond parvint à s'échapper pour fonder le refuge caché de Fondcombe. Quand les forces du Mordor abandonnent la poursuite d'Elrond pour se retourner contre la Moria, ils trouvent ses portes hermétiquement closes ; de là date la profonde inimitié que Sauron voue aux Nains. Ceux-ci combattent encore le Mordor aux côtés de Gil-galad et Elendil lors de la guerre de la Dernière Alliance, qui conclut le Deuxième Âge.
En creusant de plus en plus profondément pour suivre la veine de mithril, les Nains libèrent accidentellement, en l'an 1980 du Troisième Âge, un Balrog, puissante créature maléfique qui s'était terrée là après la chute de Morgoth, à la fin du Premier Âge. Les Nains doivent fuir la Moria après la mort de leurs rois Durin VI et Náin Ier, et ses galeries sont peu à peu occupées par des Orques envoyés par Sauron.
La grande guerre des Nains et des Orques (2793 – 2799 T. Â.) aboutit à l'éradication presque totale des Orques des Monts Brumeux. Thráin II, l'héritier légitime de Durin, veut en profiter pour réoccuper la Moria, mais son cousin Dáin lui rappelle la menace du Balrog :

« Mais nous n'entrerons pas à Khazad-dûm ; et toi non plus, tu n'entreras pas à Khazad-dûm. Je suis le seul dont le regard ait percé l'Ombre de la Porte. Au-delà de cette Ombre, elle est là, qui toujours t'attend : la Malédiction de Durin. Il faudra que le monde subisse de grands changements et que s'érige un pouvoir autre que le nôtre avant que le Peuple de Durin puisse de nouveau occuper la Moria. »

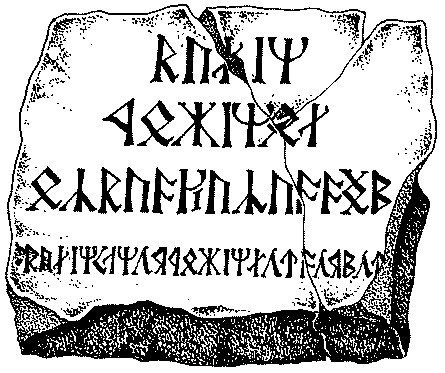
L'inscription de la tombe de Balin.

En 2989 T. Â., Balin y conduit néanmoins une troupe de nains pour tenter de la reprendre, malgré les avertissements du roi Dáin II. Après avoir remporté de premiers succès contre les Orques, il prend le titre de seigneur de la Moria, mais cette tentative s'achève sur un désastre, et en l'espace de cinq ans, tous les nains sont tués. Le Balrog n'est vaincu qu'à l'issue d'un long duel contre Gandalf le Gris, en janvier 3019.
Au Quatrième Âge, Durin VII, descendant de Thorin III Heaume-de-Pierre conduit les siens en Moria et restaure la gloire de Khazad-dûm.

## Conception et évolution

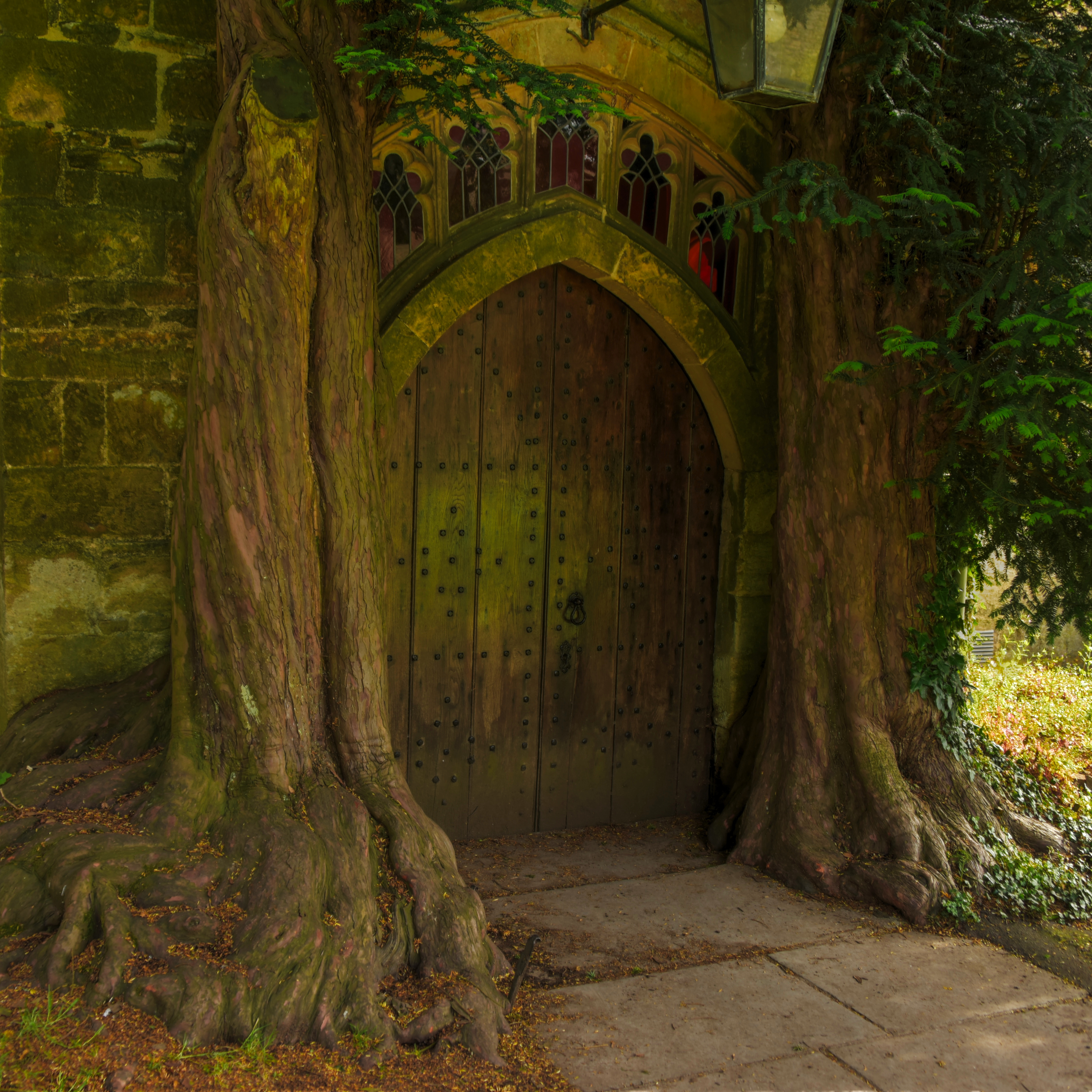
Les portes nord de l'église Saint-Édouard de Stow-on-the-Wold (dans les collines de Cotswold du Gloucestershire) peuvent être parmi les inspirations des Portes de Durin, l'entrée de la Moria.

La Moria est mentionnée pour la première fois dans Le Hobbit de manière relativement oblique : plusieurs personnages, notamment Thorin et Elrond, évoquent les « mines de la Moria », mais celles-ci ne sont jamais définies comme une ancienne cité naine : en fait, le contexte semble plutôt laisser entendre qu'il s'agit d'excavations gobelines, uniquement importantes pour Thorin parce que son grand-père Thrór y a trouvé la mort.
Selon un brouillon de l'Appendice A du Seigneur des anneaux, la Moria est colonisée à nouveau au Quatrième Âge par Durin VII, septième et dernière réincarnation de Durin. Christopher Tolkien précise qu'il est impossible de dire si son père a abandonné cette idée par la suite, ou bien si elle s'est simplement égarée dans la confusion qui a entouré la production des appendices du Seigneur des anneaux.

## Adaptations

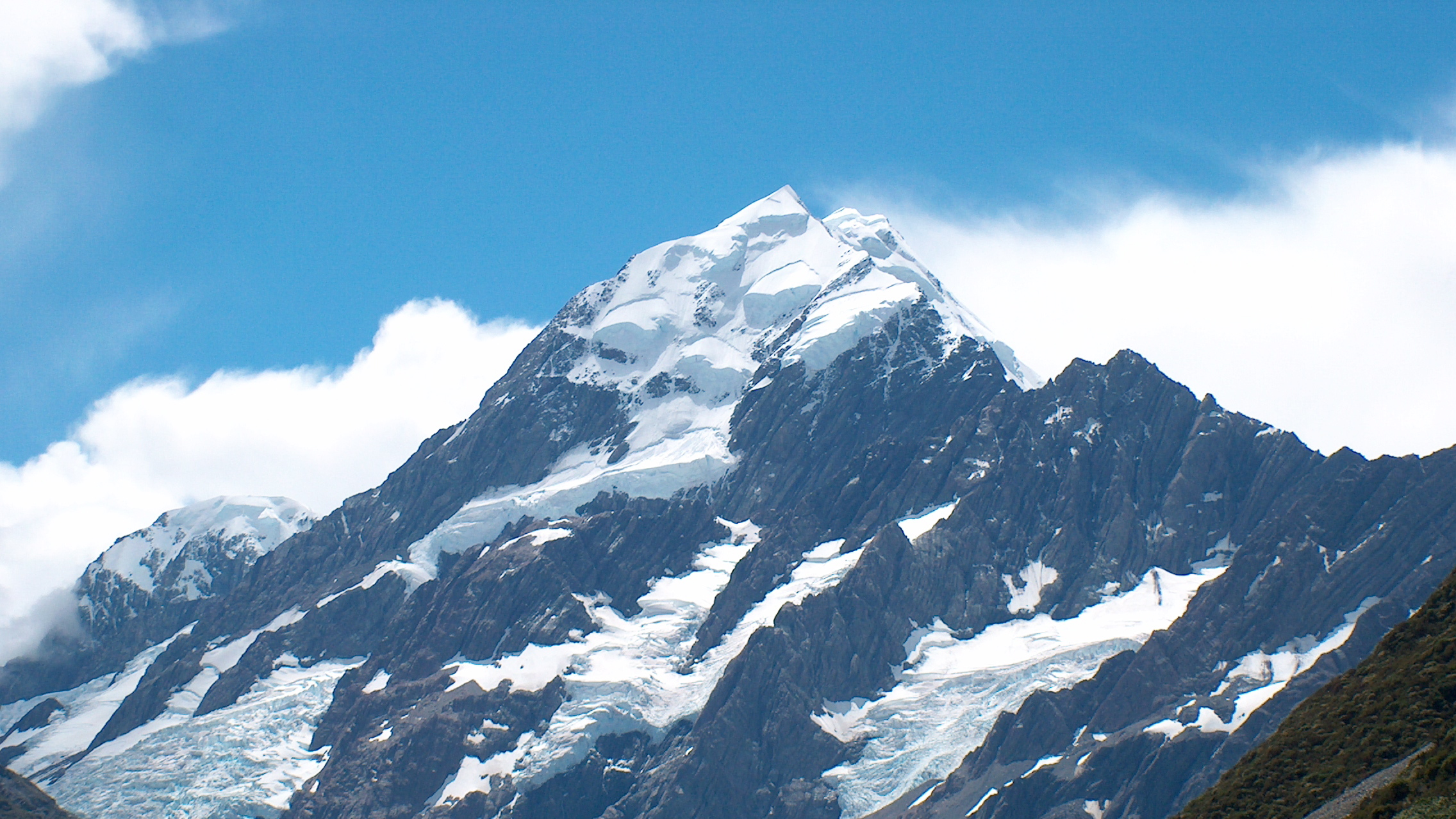
L'Aoraki/Mont Cook, en Nouvelle-Zélande, représente le Caradhras dans l'adaptation cinématographique de Peter Jackson.

Dans le film La Communauté de l'anneau, Frodon décide de passer par ce chemin, Gandalf craignant la Moria et le Balrog, et ne pouvant passer par la trouée du Rohan, à cause de la proximité d'Isengard. Mais dans le livre de Tolkien, Gandalf craint plutôt le passage du col de Caradhras, alors que c'est Aragorn qui craint le passage par Khazad-dûm.
Dans la série Le Seigneur des anneaux : Les Anneaux de pouvoir, le royaume de Khazad-dûm est gouverné par le roi Durin III, interprété par Peter Mullan puis par son fils Durin IV, interprété par Owain Arthur.

## Héritages
- Elle inspira à Joseph Michael Straczynski le nom de la planète des Ombres dans la série télévisée Babylon 5, Z'ha'dum[réf. nécessaire].
- Le Donjon de Naheulbeuk y fait référence à travers le personnage du nain.
- L'univers de la série StarCraft s'en inspire également, le nom de la planète mère d'une faction spécialisée dans l'extraction minière, le Combinat Kel-Morian, étant Moria.
- Khazad - Dûm a inspiré la musique éponyme du groupe Summoning.
- Elle a inspiré le nom du jeu vidéo Moria, sorti en 1976[13].
- Un jeu de survie se déroulant au Quatrième Âge de la Terre du Milieu suivant une compagnie de nains tentant de reprendre leur cité est sorti en 2023 sous le nom de The Lord of the Rings: Return to Moria.